# Rozpad Czechosłowacji

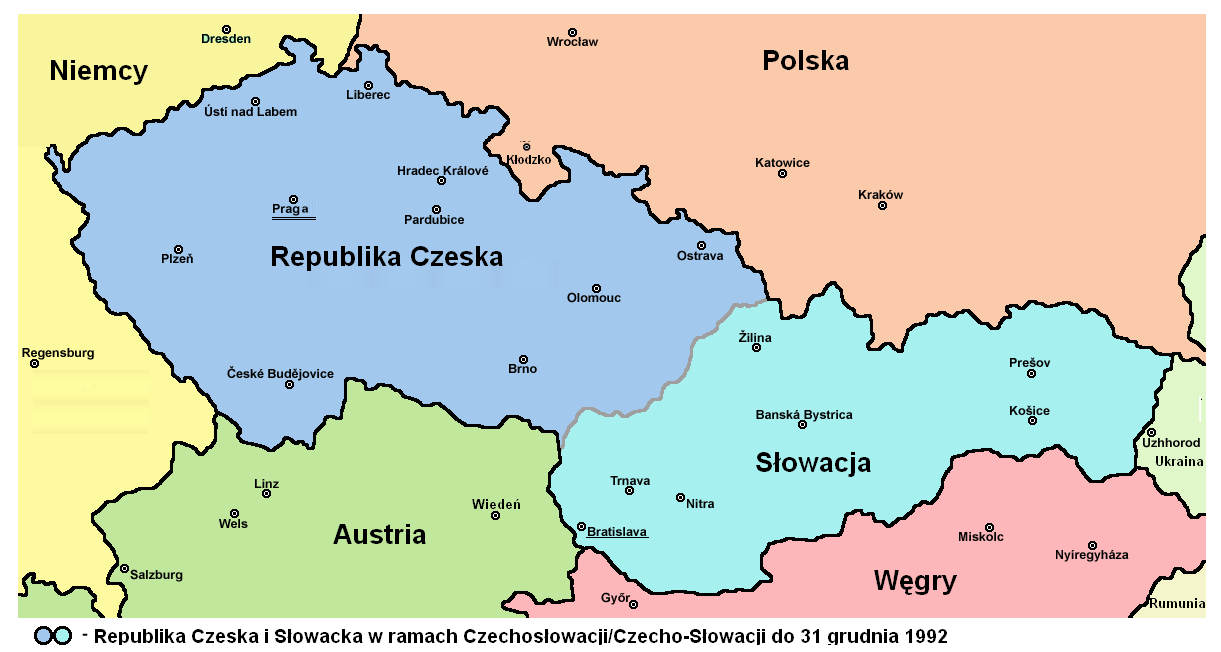
Podział Czechosłowacji

Rozpad Czechosłowacji (cz. Zánik České a Slovenské Federativní Republiky, słow. Zánik Českej a Slovenskej Federatívnej Republiky) – podział Czeskiej i Słowackiej Republiki Federacyjnej (Czechosłowacji) na dwa suwerenne państwa: Republikę Czeską i Republikę Słowacką. Czechosłowacja przestała istnieć po 74 latach i 64 dniach od jej utworzenia. Rozpad dokonał się 31 grudnia 1992, a 1 stycznia 1993 był pierwszym dniem istnienia obydwu jej państw-sukcesorów.
Za autorów decyzji o podziale Czechosłowacji powszechnie uważa się premiera Republiki Słowackiej – Vladimíra Mečiara oraz premiera Republiki Czeskiej – Václava Klausa, dwóch niezwykle ambitnych polityków, którzy uzyskali dominującą pozycję w swych republikach i nie chcieli dzielić się władzą. Obaj byli rozłamowcami – rozsadzili od wewnątrz swoje partie, by przy wykorzystaniu radykalnych haseł ugrać więcej głosów w kolejnych wyborach. Obaj też wierzyli, że najłatwiej osiągną ten cel poprzez odwoływanie się do rzekomego konfliktu czesko-słowackiego. Klaus twierdził, że odczytali oni nastroje społeczne, jednak były dysydent i pierwszy czeski minister spraw zagranicznych Jiří Dienstbier uważa, że bezpośrednią przyczyną rozpadu państwa były wielkie osobiste ambicje zarówno Klausa, jak i Mečiara, którzy nie chcieli dzielić się władzą we wspólnym państwie, bowiem woleli być przywódcami swoich mniejszych krajów i tak prowadzili negocjacje, by zakończyły się one rozdzieleniem Czechosłowacji. Klaus i Mečiar parli do celu, stosując metodę faktów dokonanych. Politycy zignorowali petycje i apele o przeprowadzenie referendum, bowiem zdawali sobie sprawę z tego, że większość społeczeństwa (Słowacy w trochę mniejszym stopniu niż Czesi) jednak nie popiera zaniku Czechosłowacji i tworzenia dwóch osobnych, samodzielnych państw. Premierzy się tym nie przejmowali, działali z wielką stanowczością oraz nadspodziewaną skutecznością nie tylko ponad głowami wolnego i – wydawałoby się – już demokratycznego społeczeństwa, a także ponad głowami federacyjnych władz, które – po abdykacji Havla – uznały, że rozpad Czechosłowacji jest nieuchronny. Klausowi i Mečiarowi chodziło nie tyle o zachowanie władzy, ile o jej poszerzenie i dopełnienie, o uzyskanie władzy niepodzielnej i całkowitej, a taką władzę mogli zyskać tylko w odrębnych, samodzielnych państwach. Jakiego rodzaju politykami, jakiego typu charakterami byli Klaus i Mečiar okazało się później, kiedy już dopięli swego i odgrywali kluczowe role na politycznej scenie w swoich państwach. W 1992 r. wydawało się, że różni ich zbyt wiele, by mogli działać dla dobra wspólnego państwa Czechów i Słowaków.

## Okoliczności i przyczyny

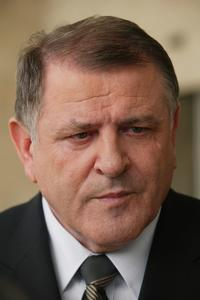
Vladimír Mečiar

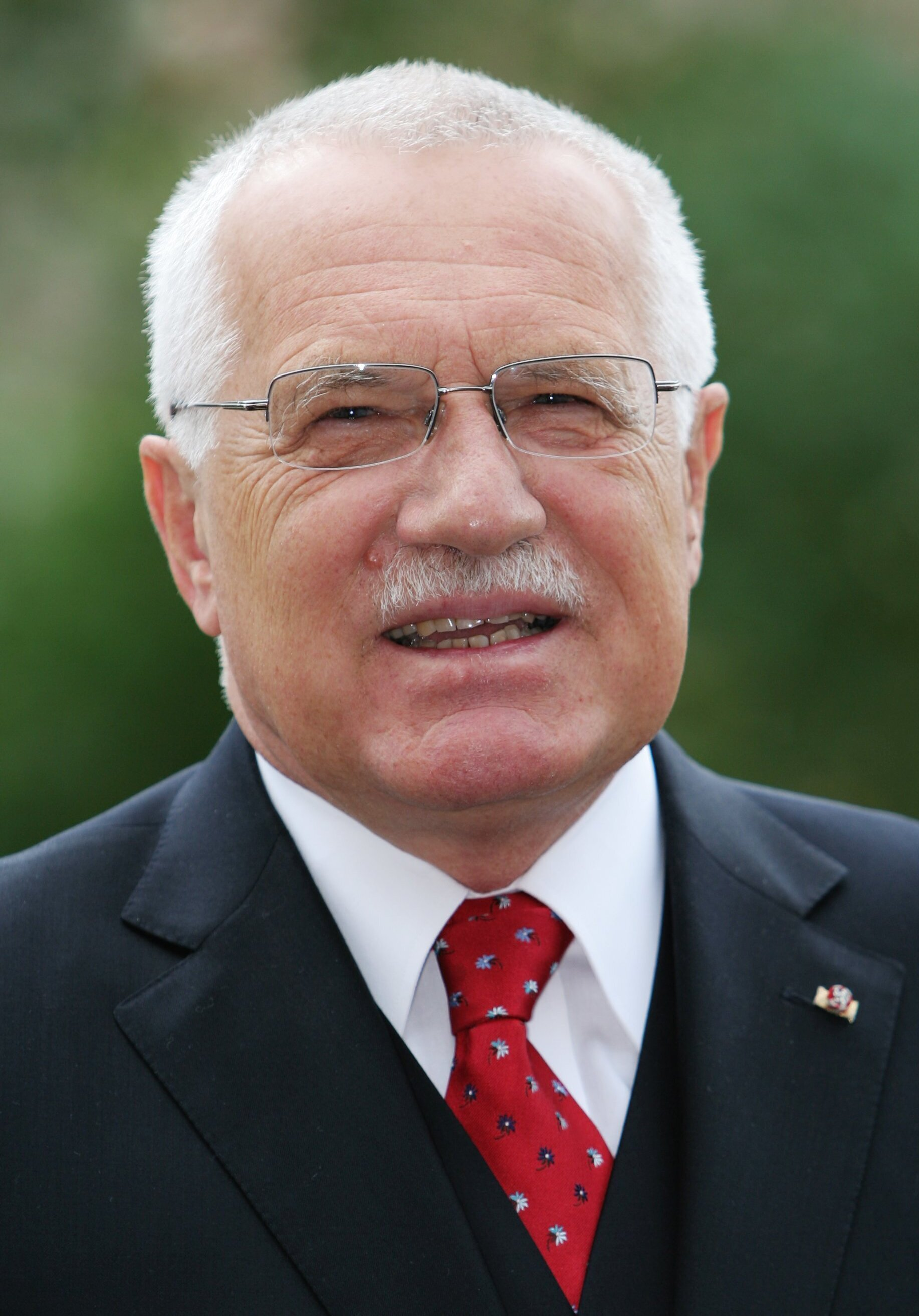
Václav Klaus

Ustawa konstytucyjna Nr 556/1990 (która zmieniała Ustawę konstytucyjną Nr 143/1968 o federacji czechosłowackiej), zostawiła federacji tylko następujące kompetencje: politykę bezpieczeństwa, dyplomację, podatki, siły zbrojne, kolej i pocztę.

### Spór o nazwę wspólnego państwa
29 marca 1990, podczas obrad czechosłowackiego parlamentu (Zgromadzenia Federalnego), Prezydent Václav Havel zaproponował usunięcie przymiotnika „socjalistyczna” z oficjalnej nazwy państwa i jej zmianę na „Republika Czesko-słowacka”. Doprowadziło to do protestu grupy posłów, niezwykle gorącej wielogodzinnej dyskusji i kontrpropozycji – „Czechosłowacka Republika Federalna”. Zatem już 30 marca 1990 w Zgromadzeniu Federalnym rozpoczęto debatę nad nową nazwą państwa. Przez długi czas przedstawiciele dwóch narodów nie byli w stanie dojść do porozumienia w tej kwestii. Słowacy opowiadali się za Czecho-Słowacką Republiką Federacyjną (myślnik miał podkreślać równorzędność obu republik i narodów). Czechom takie nowatorstwo się nie podobało, jako wydumane i przeczące tradycji, chcieli zatem pozostawienia nazwy Czechosłowacka Republika Federacyjna. Nieco wcześniej, 14 lutego 1990 parlament słowacki zaproponował, by nazwę państwa pisać z łącznikiem – „Republika Czecho-Słowacja” albo „Federacja Czecho-Słowacja” (Republika Česko-Slovensko lub Federácia Česko-Slovensko), czyli identycznie, jak w latach 1918–1920 oraz 1938–1939. Pisanie tej nazwy bez łącznika kojarzyło się Słowakom z centralistycznymi tendencjami w państwie czechosłowackim z lat 1920–1938. Ostatecznie przyjęto rozwiązanie, że państwo będzie się inaczej nazywało w języku czeskim i inaczej w słowackim. Czesi żyli od tej chwili w Czechosłowackiej Republice Federalnej, a Słowacy w Czesko-słowackiej Republice Federalnej. Nie zakończyło to jednak sprawy. Parlament ponownie debatował nad kwestią nazwy państwa 20 kwietnia 1990 i podjął decyzję o kolejnej zmianie. Uzgodniono, bowiem że odtąd miało się ono nazywać „Czeską i Słowacką Republiką Federalną”. Dyskusje nad nazwą państwa były częścią szerszej polemiki nad rolą i udziałem Słowaków we wspólnym państwie. Ze strony słowackiej padały uwagi o konieczności zagwarantowania słowackiej podmiotowości i słowackiego charakteru wschodniej części republiki. W maju 1990 r. w USA odbywał się Światowy Kongres Słowaków, gdzie m.in. pojawił się postulat niezależnego państwa słowackiego. Takie hasło brzmiało wówczas dosyć egzotycznie, ale weszło do obiegu.

### Sytuacja po wyborach parlamentarnych w 1990 r.
8 i 9 czerwca 1990 odbyły się w Czechosłowacji pierwsze demokratyczne wybory do wspólnego parlamentu. Ich efektem było odnowienie polityczne wszystkich ciał konstytucyjnych: parlamentu federalnego oraz słowackiego i czeskiego, a także rządów: federalnego oraz regionalnych – czeskiego i słowackiego. W dwa miesiące później, 8 sierpnia 1990, w kurorcie Trenczyńskie Cieplice na Słowacji odbyło się spotkanie ówczesnych premierów Czech i Słowacji – Petra Pitharta i Vladimíra Mečiara. Tematem rozmów miały być relacje między władzą ogólnopaństwową a rządami Republiki Czeskiej i Republiki Słowackiej. Tam też po raz pierwszy mówiono o rozdzieleniu Czechosłowacji na dwa niezależne państwa. Wówczas była to tylko jedna z propozycji do dyskusji. Temat zainicjował premier Mečiar, będący jednocześnie szefem jednej z nowo powstałych partii – Ruchu za Demokratyczną Słowację (HZDS), która w programie głośno mówiła o walce o prawa Słowaków, ale postulatu wyjścia z Czechosłowacji dotychczas nie formułowała.

Jeden ze świadków obrad wspomina moment zakończenia spotkania w Trenczyńskich Cieplicach: „Premier Pithart już siedział w aucie; pan Mečiar machał mu ręką na pożegnanie. Nagle otworzyły się drzwi samochodu Pitharta, premier wysiadł, oparł się o maskę i wyraźnie przestraszony zapytał: «Vladimírze, a nie zamkną nas za to?»”.

Spotkanie w Trenczyńskich Cieplicach było początkiem dwuletnich negocjacji, które zakończyły się decyzją o podziale Czechosłowacji na dwa osobne państwa. Ich dokładny przebieg nie jest do końca znany. Ponadto w ich trakcie zmienił się skład negocjatorów. Pithart przestał być czeskim premierem w 1992 r., a Mečiara zastąpił chadecki polityk Ján Čarnogurský, znany ze swej walki o prawa Słowaków, zwolennik próby rozwiązania kompromisowego, choć formułowanego w sposób dość niejasny i przenośny. Przez większość negocjacji inicjatywa była w rękach delegatów słowackich; przedstawiciele Czech pozostawali pasywni i nie byli w stanie zaproponować rozwiązań w ramach wspólnego państwa, które by Słowaków satysfakcjonowały. Kwestia była dyskutowana na 39 posiedzeniach międzyrządowych. Ostatnie z nich miało miejsce 11 marca 1992 w Pradze, ale już 12 lutego 1992 Słowacka Rada Narodowa odrzuciła wynegocjowaną koncepcję struktury państwa uznając, że nie zapewnia ona równoprawnych stosunków między Czechami i Słowakami. Szczególne dyskusje budziło bowiem uznanie Słowacji za podmiot prawa międzynarodowego oraz utworzenie dwu banków emisyjnych (przy zachowaniu wspólnej waluty). 28 sierpnia 1990 utworzono Ministerstwo Stosunków Międzynarodowych Republiki Słowackiej (w 1992 r. przemianowane na Ministerstwo Spraw Zagranicznych Republiki Słowackiej).

### Sytuacja ekonomiczno-gospodarcza
Rozdźwięki między oboma narodami nasiliły się w następstwie trudności gospodarczych. Dla restrukturyzacji czechosłowackiej gospodarki ważne było ograniczenie roli przemysłu zbrojeniowego, który dla Klausa był ciężarem z czasów komunistycznych. Esencją reformy miała być kuponowa prywatyzacja zakładów przemysłowych. Twórcy reformy planowali przed rozpoczęciem prywatyzacji zlikwidować nierentowne zakłady, by nie trzeba było ich w ogóle uwzględniać w procesie transformacji. Problemem jednak było, że ze względów geopolitycznych w czasach Układu Warszawskiego fabryki zbrojeniowe lokowano w dużej mierze na Słowacji. Konsekwencje planów likwidacyjnych, głównie skokowy wzrost bezrobocia, miała więc wziąć na siebie przede wszystkim Słowacja. Słowacy zarzucali więc rządowi w Pradze, że jego plany ekonomiczne są konstruowane w interesie Czech, choć uderzą bardziej w Słowację. Żądali specjalnych dotacji dla przemysłu zbrojeniowego, na które nie chcieli z kolei zgodzić się Czesi uważając, że po raz kolejny będą musieć dopłacać do słowackiej gospodarki. Przeprowadzona konwersja przemysłu zbrojeniowego była dla ziem czeskich mniej dotkliwa niż dla Słowacji, gdzie spowodowała skokowy wzrost bezrobocia z 2 proc. w 1990 r. do 12 proc. w roku następnym.

### Dyskusja nad budżetem wspólnego państwa w 1991 r.
Ważnym momentem w procesie rozdzielenia była dyskusja w 1991 r. nad kształtem budżetu Czechosłowacji na 1992 r. Wtedy to w rozmowy włączył się ówczesny premier federalny Vaclav Klaus. Przesłanką do jego zainteresowania było żądanie ograniczenia niektórych wydatków na Słowacji, które on traktował jako ponadstandardowy wydatek strony czeskiej na rzecz Słowacji. Spory o kształt budżetu na 1992 r. spowodowały wzrost tendencji separatystycznych również w Czechach. Czeska administracja w trybie niejawnym zaczęła przygotowania do podziału państwa na przełomie kwietnia i maja 1991 r., zatem wcześniej niż Słowacy. Od lata 1991 r. w Czechach zaczęto intensywnie pracować nad założeniami reformy ekonomicznej – za szczytowy moment można uznać początek tzw. kuponowej prywatyzacji, czyli 18 maja 1992. Reforma była koncypowana z uwzględnieniem czeskich realiów ekonomicznych. Słowaccy ekonomiści uważali, że przyniesie ona zjawiska negatywne dla przemysłu, np. zbrojeniowego. Stworzenie zakładów zbrojeniowych i ich umieszczenie na Słowacji było efektem polityki całego państwa czechosłowackiego. Do tych zakładów nie odnosiły się prawa ekonomiczne, a koszty ich transformacji miało ponosić jedynie społeczeństwo słowackie. Stąd postulat słowacki specjalnego dotowania tej gałęzi, wbrew zasadom rynkowym, na co nie chcieli się zgodzić twórcy reformy, bowiem dotacje te miałyby obciążać także Czechów.

### Sytuacja po wyborach parlamentarnych w 1992 r.
Kolejne wybory do wspólnego parlamentu – przeprowadzone 5 i 6 czerwca 1992 – wygrały partie niewykazujące determinacji w obronie Czecho-Słowacji lub wręcz niezainteresowane jej utrzymaniem. Na Słowacji zwyciężył HZDS z Mečiarem na czele. Natomiast w Czechach wygrała Obywatelska Partia Demokratyczna (ODS) Václava Klausa. Po wyborach misję utworzenia rządu federalnego prezydent Havel powierzył Vaclavowi Klausowi, szefowi ODS. Klaus był szefem zespołu ekonomistów, przygotowujących założenia reformy systemowej, której nie akceptowali Słowacy. Jego głównym partnerem w rozmowach był Vladimír Mečiar, szef HZDS, drugiej co do wielkości partii w Czechosłowacji, występujący z programem „pełni praw” dla Słowaków.

Wizja wspólnego państwa według Vaclava Klausa – scentralizowana federacja.

Wizja wspólnego państwa według Vladimíra Mečiara – zdecentralizowana konfederacja.

Brak jednej wizji w przyszłym funkcjonowaniu wspólnego państwa był aż nadto widoczny.

### Dyskusja o przyszłości – rozmowy o podziale
Rozmowy rozpoczęły się 8 czerwca 1992 w willi Tugendhatów w Brnie na Morawach, w połowie drogi między Pragą i Bratysławą. Trwały 6 godzin i pokazały odmienne wizje Czechów oraz Słowaków. Słowackie koncepcje przedstawił przyszły prezydent Słowacji Michal Kováč. Zmierzały one de facto do stworzenia konfederacji i nie były akceptowane przez Czechów. W trakcie obrad szefowie delegacji, Klaus i Mečiar, odchodzili na bok i prowadzili oddzielne rozmowy. Te rozmowy, choć miały mieć charakter tylko techniczne i trwać kilka minut, przedłużały się. Po ostatniej obaj wrócili zdenerwowani. To zapewne w tym momencie została podjęta decyzja o rozpadzie Czechosłowacji i powstaniu dwu niezależnych państw. Szczegóły całej operacji były później jeszcze negocjowane podczas 4 następnych spotkań, w tym 19 czerwca 1992, w trakcie czternastogodzinnego spotkania w hotelu Bôrik w Bratysławie. Prezydent Havel, zmuszony realizować przyjęte ustalenia, powołał nowy, zaledwie dziesięcioosobowy rząd Czecha Jana Straskiego z ODS, który miał doprowadzić do zaniku ogólnopaństwowych ministerstw i przenieść ich kompetencje na rządy republik: Czeskiej i Słowackiej.
Na początku lipca 1992 r. Zgromadzenie Federalne nie wybrało Havla ponownie na prezydenta Czechosłowacji, choć był jedynym kandydatem na to stanowisko. Było to wydarzenie bez precedensu w historii Czechosłowacji i zwiastowało nieuchronny koniec tego państwa. 17 lipca 1992 Słowacka Rada Narodowa podjęła Deklarację o suwerenności Republiki Słowackiej od 1 stycznia 1993. 20 lipca 1992 prezydent Havel podał się do dymisji z urzędu prezydenta Czechosłowacji, a Klaus i Mečiar prokurowali mapę drogową podziału federacji i kreślili architekturę dwóch osobnych państw, które miały być wzniesione na czechosłowackich fundamentach. W trakcie prowadzonych 22 i 23 lipca 1992 w Bratysławie negocjacji ODS i HZDS uzgodniono, że obie partie będą dążyć do uchwalenia przez czechosłowacki parlament ustawy o trybie zaniku federacji oraz uregulowaniu stosunków majątkowych jej państw sukcesyjnych. Momentem przełomowym było ich spotkanie 26 sierpnia 1992, ponownie w willi Tugendhatów w Brnie, gdy podpisali odpowiednie porozumienie. Powstała nawet legenda o przebiegu rozmów (w całości ich nie protokołowano) – gdy w negocjacjach pojawiały się problemy, przewodniczący obradom Klaus i Mečiar dla ratowania rozmów przerywali posiedzenie i wychodzili do ogrodu uzgadniać już jedynie we dwójkę kontrowersyjne sprawy lub szczegóły techniczne. Rozpoczęła się wielka procedura podziału państwa.
W tak ogromnym procesie, jak zanik państwa w środku Europy pod koniec XX w. oraz powstanie w jego miejsce nowych państw, trudno jest wskazać konkretny moment, który o tym zadecydował. Był to proces ciągły i długi. Ale dla uczestników, czy obserwatorów wydarzeń ta właśnie rozmowa Klausa i Mečiara przeprowadzona 26 sierpnia 1992 w ogrodzie willi Tugendhatów w Brnie stała się takim symbolem.
Niezależnie od różnych poglądów na decyzję polityków o podziale Czechosłowacji sam sposób jego przeprowadzenia należy uznać za wzorcowy. Jest on też przedmiotem podziwu świata i traktowany jako dowód wysokiej kultury politycznej obu społeczeństw. Oba rządy: czeski i słowacki spotkały się trzykrotnie na rozmowach dotyczących uzgodnień podziału. I choć cały czas jeszcze istniała Czechosłowacja, 23 lipca 1992 podpisano umowę międzyrządową o procedurach postępowania w wytwarzaniu stosunków międzypaństwowych między administracją czeską i słowacką (dotąd strukturą wspólną z punktu widzenia prawa międzynarodowego, choć wewnętrznie administracja była sfederalizowana, czyli rozdzielona już od 1969 r.). Po raz ostatni oba rządy spotkały się 23 listopada 1992 w Bratysławie, kiedy podpisano sześć ważnych umów o podziale majątku państwowego, sił zbrojnych oraz przyjacielskich stosunkach między Czechami a Słowacją. Zwieńczeniem procesu rozdzielenia państwa była ustawa parlamentu Czechosłowacji o zaniku państwa, przyjęta 25 listopada 1992.

### Podział majątku państwowego
Nieruchomości państwowe zostały podzielone według miejsca, w którym się znajdowały lub według siedziby osoby prawnej, wykonującej prawa własności. Zasadą podziału majątku ruchomego i aktywów federalnych był stosunek liczby mieszkańców, czyli 2:1. Czechosłowackie Koleje Państwowe zostały podzielone na Koleje Czeskie i Koleje Republiki Słowackiej, zaś flotę podzielono w stosunku 2:1. Podobnie stało się ze sprzętem wojskowym oraz lotniczym. Niektóre drobne spory, jak kwestia rezerw złota przechowywanych w Pradze lub wycena federalnego know-how, trwały kilka lat po rozpadzie Czechosłowacji. 29 grudnia 1992 Federalny Minister Spraw Zagranicznych podpisał porozumienie z dwoma krajowymi ministrami spraw zagranicznych w sprawie podziału majątku Federalnego Ministerstwa Spraw Zagranicznych. Ponad 700 z niespełna 800 pracowników ministerstwa federalnego zostało przeniesionych do następcy czeskiego ministerstwa. Przy podziale zagranicznych placówek dyplomatycznych (ambasad i urzędów konsularnych) wykorzystano fakt, że w wielu krajach przedstawicielstwo czechosłowackie miało kilka budynków. Tylko w niektórych przypadkach państwa sukcesorskie musiały szukać nowych obiektów.

### Opinia publiczna
Podział nastąpił wbrew znacznej części opinii publicznej, co więcej w tak istotnej kwestii nie zapytano obywateli Czechosłowacji czy zgadzają się na rozłam. Pomysłodawcy rozłamu mieli świadomość, że w referendum najprawdopodobniej ich projekt przegrałby z kretesem. Relacje między narodami były dobre, zaś w rankingach popularności narodów Czesi wygrywali na Słowacji, a Słowacy w Czechach. Obie nacje żyły zgodnie i w przyjaźni, dlatego przeprowadzenie referendum w sprawie podziału państwa nie wchodziło w grę dla zwolenników rozpadu Czechosłowacji. Corocznie w lipcu na szczycie granicznej Wielkiej Jaworzyny, najwyższej góry Białych Karpat, organizowane są wspólne spotkania Czechów, Słowaków i Morawian, wchodzenie w każdy sylwester na górę i wspólne imprezy („Slávnosti bratstva Čechov a Slovákov”).

## „Aksamitny rozwód”
„Aksamitny rozwód” to potoczne określenie na rozpad Czechosłowacji. Nazwa ma związek z pojęciem aksamitnej rewolucji, używanym dla opisu demokratycznych przemian, jakie zaszły w Czechosłowackiej Republice Socjalistycznej jesienią 1989 r. i które zalicza się do wydarzeń Jesieni Narodów.